# Alano Español
Der Alano Español ist eine nicht von der FCI anerkannte Hunderasse aus Spanien. Die Rasse wird von der Real Sociedad Canina de España (RSCE) anerkannt, die Spanien in der FCI vertritt, und führt dort die Standard-Nummer 406. Sie kann auf spanischen Rassehundeausstellungen ausgestellt werden und den Championtitel erwerben.
Beim Alano Español handelt es sich um einen molossoiden Hundetyp. Die Hündinnen werden bei einer Schulterhöhe von 56 bis 60 cm zwischen 25 und 35 kg schwer, die Rüden kommen bei 60 bis 63 cm Schulterhöhe auf 30 bis 40 kg.
Der Name Alano steht in romanischen Sprachen für verschiedene Hunde molossoiden Typs, so heißt die Deutsche Dogge beispielsweise auf Italienisch Alano, auf Spanisch wird sie auch als Alano Alemán bezeichnet.

## Abgrenzung zum Dogo Canario
Der Dogo Canario (FCI-Standard Nr. 346) ist nicht identisch mit dem Alano Español. Die RSCE führt beide mit je eigenem Rassestandard unter verschiedenen Nummern.